# Коновиця
Конови́ця — село в Україні, у Шумській міській громаді Кременецького району Тернопільської області. Розташоване на річці Кума, на сході району. 
Населення — 93 особи (2016).

## Історія
У 1943 році біля села відбувся бій між розвідгрупою партизанів Ковпака С. А. і загоном польової жандармерії німців. Розвідники були оточені і, якби не сміливість жительки хутора Коновиці Німець Лідії, яка вивела бійців з оточення, вони могли б загинути.
12 червня 2020 року, відповідно до розпорядження Кабінету Міністрів України № 724-р «Про визначення адміністративних центрів та затвердження територій територіальних громад Тернопільської області» село увійшло до складу Шумської міської громади.
19 липня 2020 року, в результаті адміністративно-територіальної реформи та ліквідації Шумського району, село увійшло до складу Кременецького району.

## Населення

### Мова
Розподіл населення за рідною мовою за даними перепису 2001 року:
| Мова       | Кількість | Відсоток |
| ---------- | --------- | -------- |
| українська | 102       | 98.08%   |
| російська  | 1         | 0.96%    |
| польська   | 1         | 0.96%    |
| Усього     | 104       | 100%     |

## Галерея

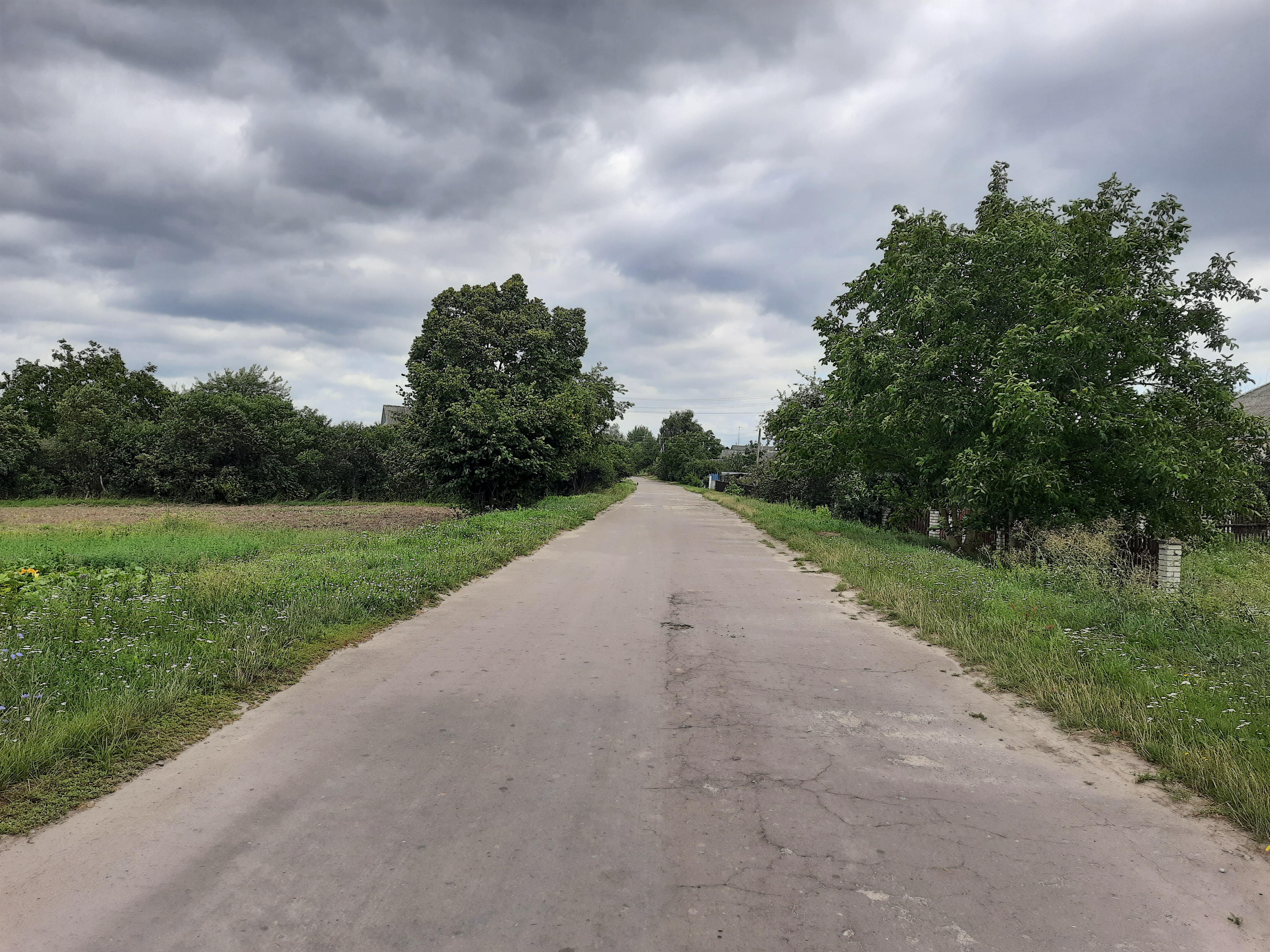
В'їзд у село
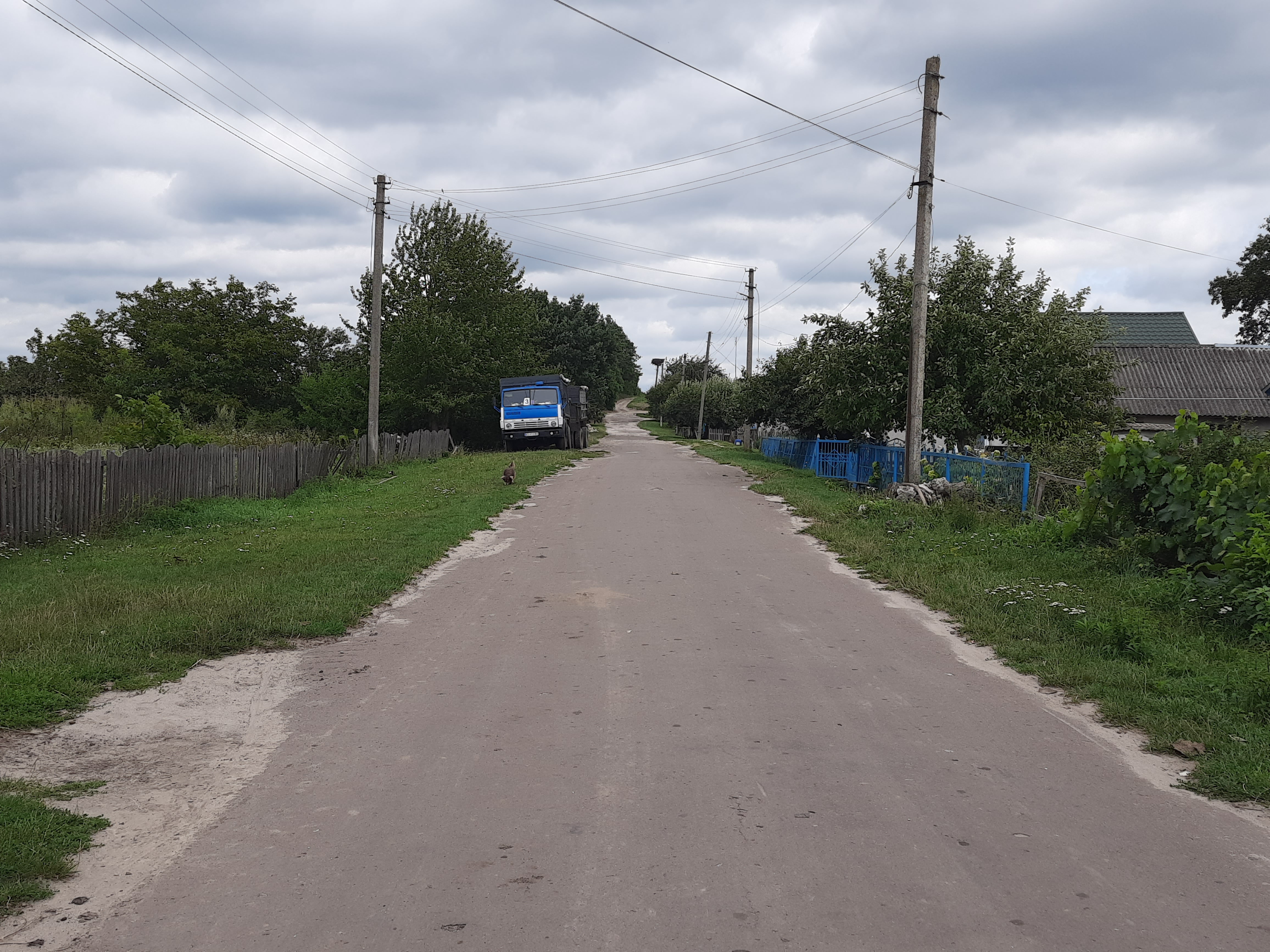
Сільська вулиця
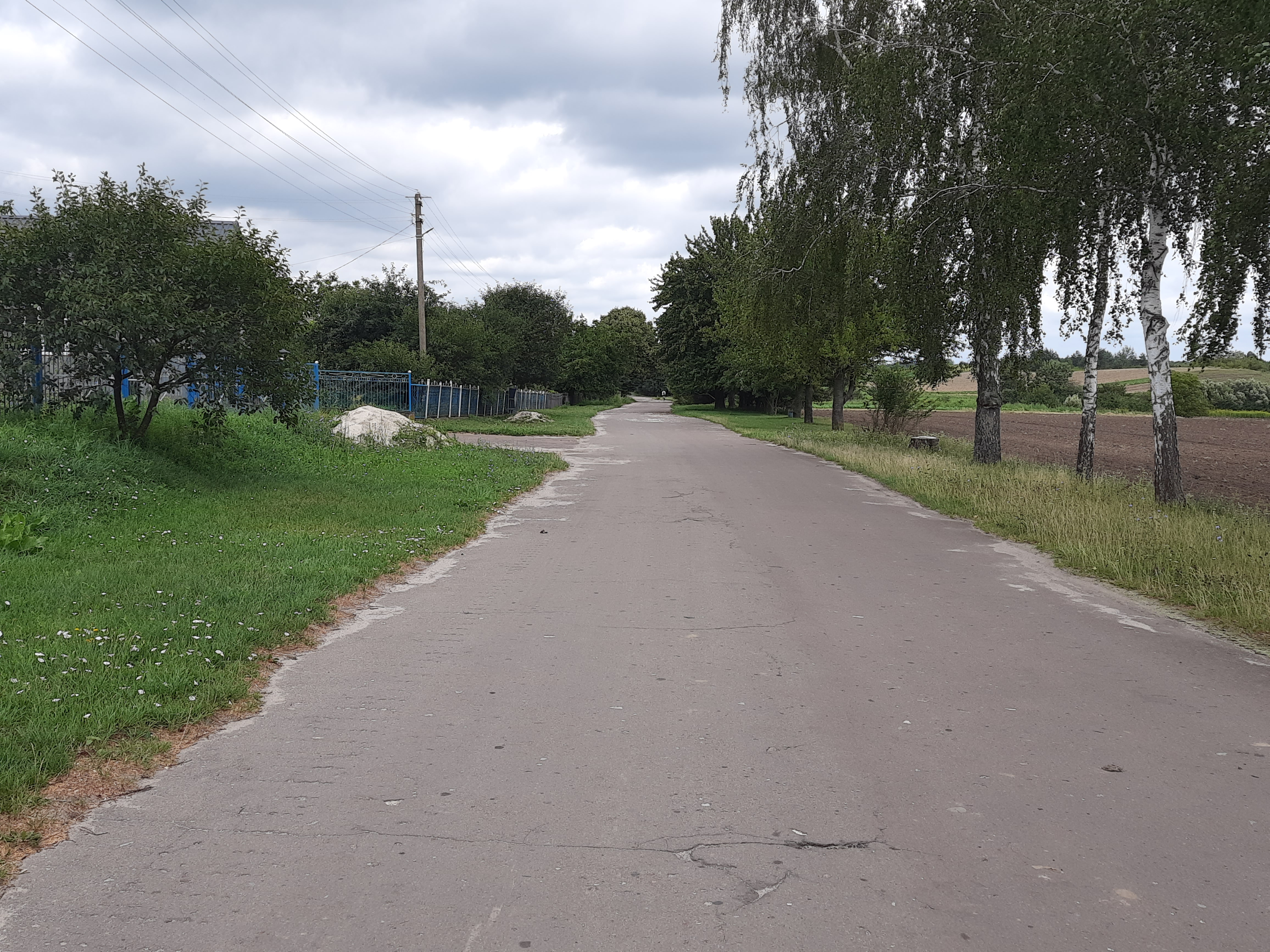
Сільська вулиця
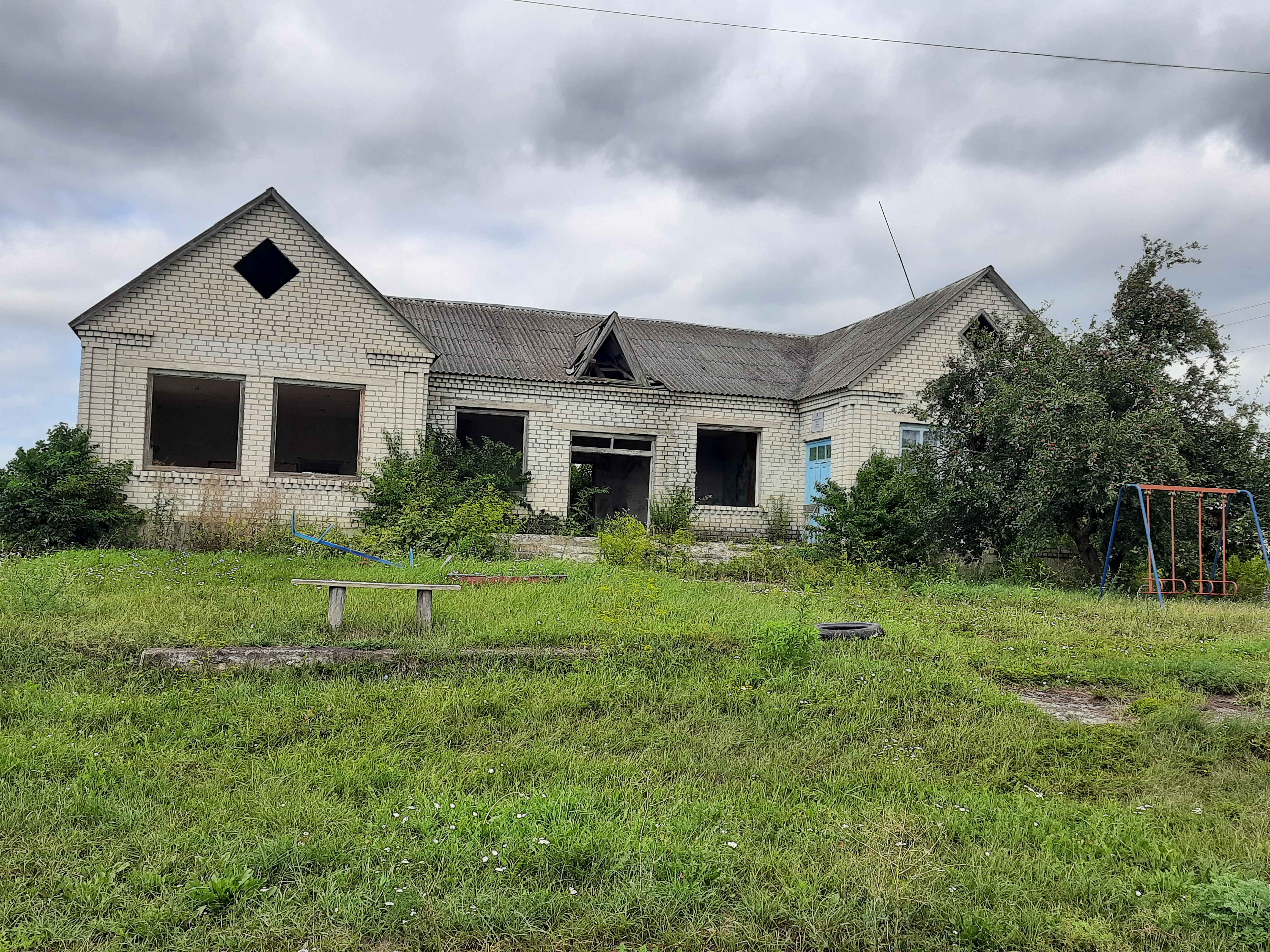
Закинута будівля
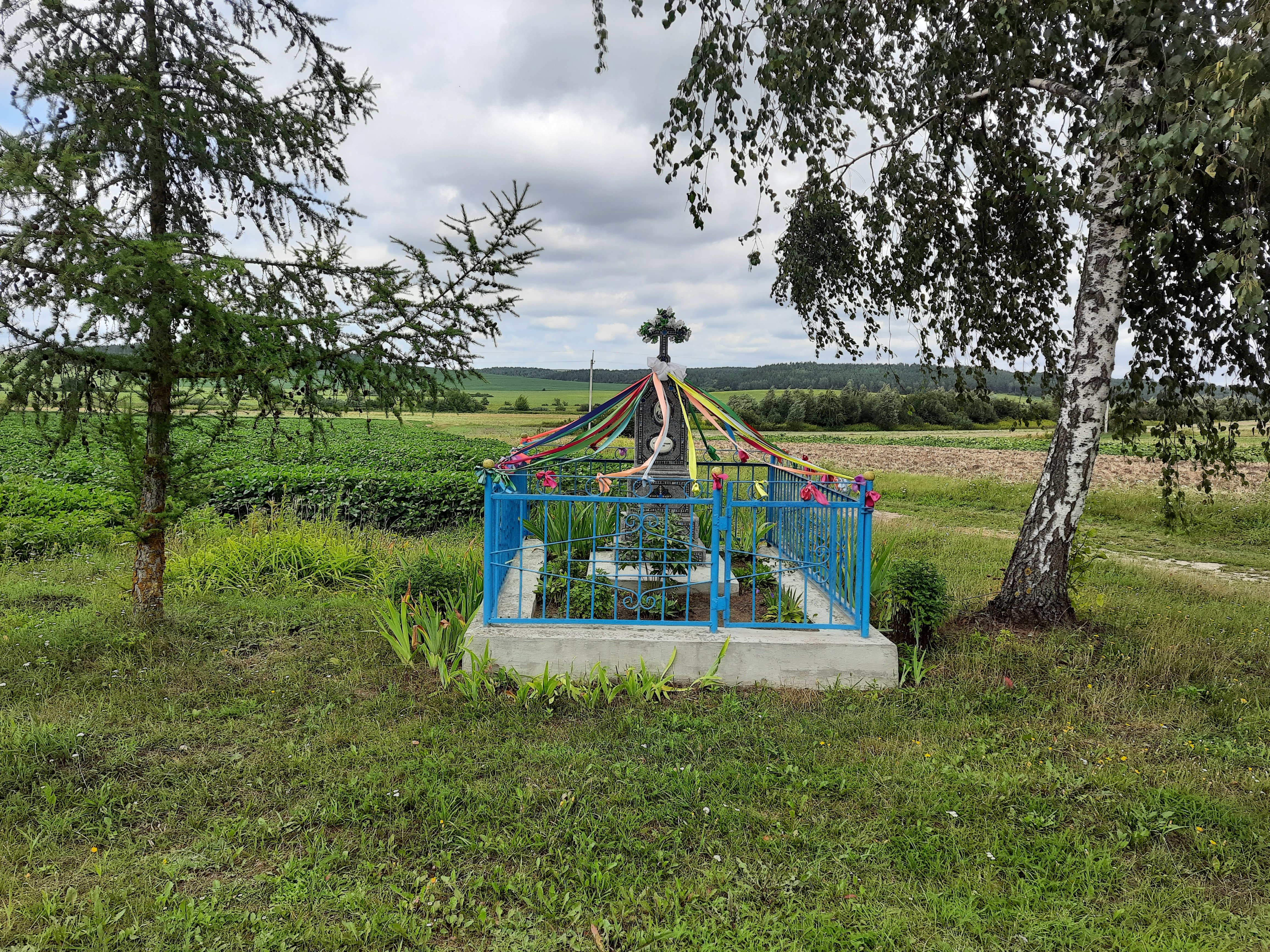
Пам'ятний хрест